# Parque Ghibli
O Parque Ghibli (ジブリパーク, Jiburipāku) é um parque temático do Studio Ghibli, inaugurado no outono de 2022, e construído no Parque Comemorativo da Expo Aichi, localizado na cidade de Nagoia, na prefeitura de Aichi. A construções do parque — que foram iniciadas no início de 2020 — foram temporariamente suspensas por causa da pandemia de COVID-19, e, posteriormente, foram retomadas.
Contará com cinco áreas temáticas das principais produções do Studio Ghibli, entre eles: Tonari no Totoro, Mononoke Hime, Tenkū no Shiro Rapyuta, Majo no Takkyūbin e Hauru no Ugoku Shiro.

## Construção
O parque temático do Studio Ghibli será construído em Aichi, Nagoia, dentro do Parque Comemorativo da Expo 2005 Aichi, no local ocorreu uma feira mundial que atraiu 22 milhões de pessoas em seu ano de abertura. No mesmo local, há uma réplica da casa do filme de animação, Tonari no Totoro (1989).
Posteriormente, as autoridades locais da Prefeitura de Aichi começaram a construir locações paisagísticas com base em Tonari no Totoro, no Furusato Village, baseadas na casa de Takayuki e Ume (personagens do filme), e depois planejaram fazer um parque baseado nas animações do Studio Ghibli. Com a ideia de construir um parque temático em mente, o governador da província de Aichi, Hideaki Omura, foi encontrar-se com o produtor do Studio Ghibli, Toshio Suzuki, em 31 de maio de 2017, para discutir a viabilidade para fazê-lo. Em junho do mesmo ano, o estúdio começou a anunciar a criação do parque, e em 1 de novembro, uma organização especial chamada Ghibli Park Idea Promotion Office (ジブリパーク構想推進室) foi criada na Divisão de Parques e Espaço Verde do Ministério da Construção da Província de Aichi para iniciar o planejamento e concepção de instalações no parque. Prevê-se que o local ocupará cerca de 7,1 hectares, com um orçamento de 34 milhões de ienes, e espera-se que lucre 48 milhões de ienes por ano.